# 露口

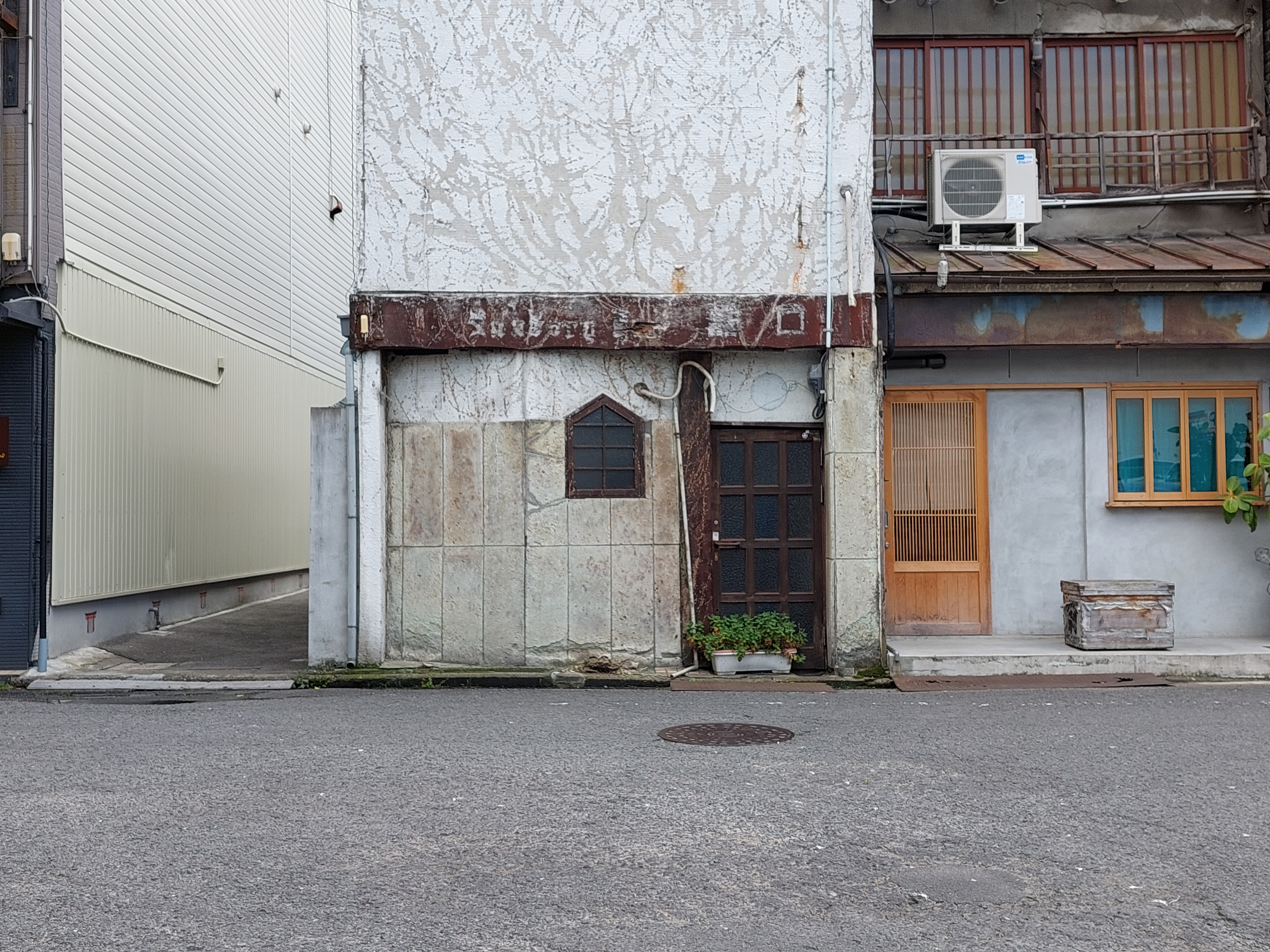
閉店後の2024年5月に撮影

露口（つゆぐち）はかつて愛媛県松山市二番町に所在していたサントリーバー。1958年（昭和33年）に四国初のハイボールを提供するバーとして開店して以来、多くの常連客に親しまれていたが、2022年（令和4年）に閉店した。「ハイボールの聖地」とも呼ばれる店であった。

## 概要
サントリーは日本社会にウイスキーを普及させようと、日本全国にトリスバーやサントリーバーを開業し、最盛期となる昭和30年代にはおよそ1500軒があった。露口もそういったサントリーバーの1軒であるが、ウイスキー人気は1983年（昭和58年）にピークを迎え、その後の焼酎やチューハイに人気が移ったことで、バーからスナックなどに業態を変える店も増え、サントリーバーとして継続営業する店は日本全国に数えるほどしか残っていない。

## メニュー
この店で提供されるウイスキー・ハイボールはアルコール度数が13度ほどウイスキーの味が濃いめであり、「昭和のハイボール」とも称された。
ビールはおかれておらず、つまみはポップコーンだけであった。

## 歴史
徳島県徳島市出身の露口貴雄は、18歳のときに大阪市道頓堀戎橋にあったサントリーバーに就職する。動機は洋画で目にしたバーテンダーに憧れを抱いてのことだった。日本郵船の客船でバーテンダーを勤めたこともある「日本のバーテンダーの草分け」ともいえる岩崎喜久夫に師事する。しばらくは酒瓶にも触らせてもらえず、掃除や買い出し、洗い物といった下働きと厳しい叱責が続き、同時期に入店した同僚2人は早々に退職した。岩崎の所作を見て覚え、入店から1年が経って、ようやく露口にもカクテル作りが許されるが、岩崎にはダメ出しされる。そんなやり取りが続いて、露口のカクテルを味見した岩崎が静かに頷く日が来る。その時に露口が作ったカクテルがウイスキー・ハイボールであった。
2年余りの修業を終えた露口には多くの店から声がかかった。将来的に独立することを考えていた露口は1957年（昭和32年）に一年契約で松山市にあったトリスバーのチーフバーテンダーを勤める。その契約が満了した翌1958年8月15日に独立開業を果たす。開業日に終戦記念日を選んだのには、戦争から日本人が明るい未来を信じて歩み始めた日であり、自分もそうありたいと考えたからであった。露口貴雄、21歳であった。
開業にあたって、壽屋（現・サントリー）と露口は以下の4つの約束を交わす。
- ビールはおかない
- ホステスはおかない
- 店内の照明は20ルクス以上
- 価格は全国共通

ビールを置かないというのは、当時の壽屋がビールを製造していなかったこともあるが、1963年（昭和38年）に社名をサントリーに改めてビールの製造を始めた以降も、閉店するまで露口ではビールを置かないままであった。
開業からほどなくして、岩崎仕込みの本格カクテルを作る露口の腕前にほれ込んで著名人も常連となってゆく。その中の1人、岩浪洋三にジャズの醍醐味を教えられ、1960年（昭和35年）頃には、一流メーカーのアンプやスピーカーを揃えて店内にジャズを流すようになった。当時は、音響機器が身近にない時代でもあり、ジャズに憧れる学生が父親の服を着て音楽目当てに来店することもあった。露口は、そんな客には黙ってコーラやジュースを出した。
雑誌の取材で店を訪れ常連となった洲之内徹は、1963年（昭和38年）に貴雄と朝子を引き合わせることになる。朝子は店でアルバイトして働き始め、ほどなく（開業から4年目に）2人は結婚することになる。
1981年にサントリーのトロピカルカクテルコンテストでグランプリを受賞し、副賞として1週間のニューカレドニアに招待された際には、店を休業している。
1970年代からのカラオケブームでは客足が途絶えたり、バブル経済となる1987年（昭和62年）頃からはワイン人気となってウイスキーを飲む人は激減する。ボトルキープが一般的になったときも、露口ではボトルキープを行わなかった。1990年代のバブル経済崩壊、平成の大渇水（1994年）、リーマン・ショック（2008年）といった社会情勢は客足を遠のかせたが、2009年（平成21年）頃からにおきたハイボールブームでは「昭和から変わらぬレシピで提供するハイボールのある店」として観光客の来店も増えた。
2018年（平成30年）に60周年を迎えた店に、サントリーホールディングスの副社長だった鳥井信宏が発起人となって祝賀パーティーが道後のホテルで開催された。
新型コロナウイルス感染症の世界的流行にともなう飲食店への時短営業要請を受け、2021年3月から同年5月までの2か月を休業する。営業再開にあたっては、カウンターの席数を半減させ、アクリル板の仕切りを設置するなどの感染対策を行った。
2022年8月下旬に夫婦共に腰を痛め、店に立つのが難しくなったことで臨時休業を続けていたが、2人とも高齢であることもあって同年9月に閉店することを決めた。
露口の店内にあった一枚板のカウンター、インテリア、椅子14脚、壁の一部にカウンター上のペンダントライト、店にあったボトルや著名人のサイン、販促用ノベルティーグッズなどが山崎蒸溜所（大阪府）に移築され、松山の店内を再現した。
露口貴雄は2023年9月に亡くなった。山崎蒸溜所にカウンターの移設設置が完了したのは貴雄が亡くなった当日であった。

## 監修商品
2013年に発売された「角ハイボール缶〈濃いめ〉」は露口貴雄が監修を行っている。
一般的な居酒屋ではウイスキーとソーダ水の割合は1対4だが、露口では濃いめの1対2.5、炭酸は刺激が強いものではなく、ガス圧が低い方がいいというアドバイスを行っている。

## 評価
太田和彦
特別なことは何もしていなく、スタンダードなことをきちんとやっているバーである。
貴雄は気さくさがありながら、仕事は非常に正確で迷いがない。
変化が激しい時代に何も変わらないことが尊い。
高梨明治（サントリー四国支社支社長（2022年時点））
愛媛で名刺交換をすると、相手から「“露口”のサントリーね」と言われるほどサントリーと露口が表裏一体となっている。

## 常連客の例
- 岩浪洋三[9]
- 洲之内徹[9]
- 吉田類[3]
- リリー・フランキー[2]